# 菊井貴繁
菊井 貴繁（きくい たかしげ）は、日本の編集技師である。日本映画学校（現・日本映画大学）卒業。在籍中は境誠一、宮島竜治らに師事する。卒業後、編集助手を経験し、2005年『殴者』で編集技師デビュー。

## 作品

### 映画作品
- 「青〜chong〜」（ビデオ編集・2001年）
- 「百合丘クラブ東京へ行く」（編集応援・2003年）
- 「きわめてよいふうけい」（スタッフ・2004年）
- 「誰も知らない」（ポジ変換・2004年）
- 「殴者」（2005年）
- 「屋根裏の散歩者」（2006年）
- 「松ヶ根乱射事件」（共同編集・2006年）
- 「神童」（2006年）
- 「ブラブラバンバン」（2007年）
- 「ドロフィンブルー フジ、もういちど宙（そら）へ」（2007年）
- 「40歳問題」（2008年）
- 「闘茶 tea fight」（2008年）
- 「魔法遣いに大切なこと」（2008年）
- 「ネコナデ」（2008年）
- 「俺たちに明日はないッス」（編集応援・2008年）
- 「百万円と苦虫女」（2008年）
- 「私は猫ストーカー」（2009年）
- 「女の子ものがたり」（2009年）
- 「森崎書店の日々」（2010年）
- 「ゲゲゲの女房」（2010年）
- 「夕闇ダリア」（2011年）
- 「フォーゴットン・ドリームス」（2011年）
- 「惑星のかけら」（2011年）
- 「吉祥寺の朝日奈くん」（2011年）
- 「かぞくのくに」（2012年）
- 「海辺の生と死」（2017年）

### ＴＶ・その他
- 「美波21歳、神戸着。〜女優の嘘、ホントの私〜」（関西テレビ／2008年3月30日放送）
- 「誰よりも君を愛す!」（テレビ静岡／2011年4月17日放送）